# Saarlandhalle

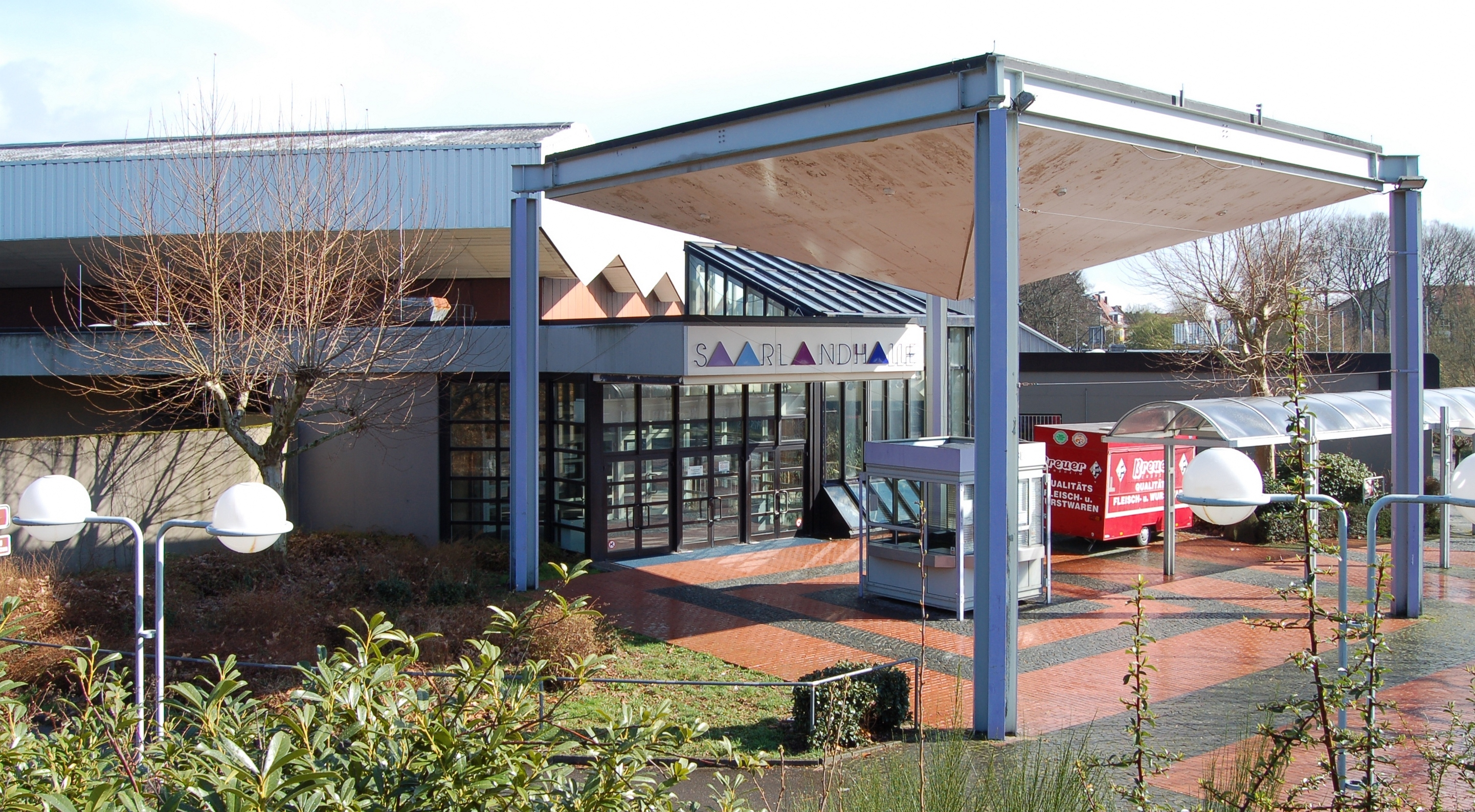
Der Eingang der Saarlandhalle auf dem Rodenhof im Stadtteil Malstatt

Die Saarlandhalle ist eine Multifunktionshalle im Ludwigspark im Saarbrücker Stadtteil Malstatt im Saarland.

## Beschreibung
Die Saarlandhalle wurde 1967 von der Saarland-Sporttoto GmbH nach 17 Monaten Bauzeit als Sporthalle eröffnet. Sie besitzt den Charakter einer Multifunktionshalle, die für alle Arten von Veranstaltungen nutzbar ist, und zwar für solche mit nur 10 bis zu solchen mit 5.500 Personen. Genutzt wird die Halle unter anderem für Konzerte, Sport- und andere Großveranstaltungen. Die Halle liegt direkt neben dem Ludwigsparkstadion im Stadtteil Malstatt.

### Hallen und Säle
- Große Halle, Gesamtfläche 1944 m², 3293 Plätze auf den Tribünen, das  Parkett hat entweder 1312 Sitzplätze oder 5383 Stehplätze
- daneben gibt es acht kleinere Säle

### Betreiber
Die Saarlandhalle wurde von der Saarland Sporttoto GmbH gebaut und dann dem Landessportverband für das Saarland übergeben. 1993 wurde die Halle an das Land Saarland übergeben. Als Betreibergesellschaft fungiert seit 1994 die Congress-Centrum Saar (CCS), deren Gesellschafter das Saarland (80 %) und die Landeshauptstadt Saarbrücken (20 %) sind. Diese Gesellschaft verwaltet auch die Saarbrücker Congresshalle.

## Konzerte und Fernsehsendungen
In der Saarlandhalle sind Künstler wie Mike Oldfield, Nena, Udo Lindenberg, Daliah Lavi, Peter Maffay, Pink Floyd, Queen, Iron Maiden, Bon Jovi, BAP, Bob Dylan, Die Toten Hosen, Die Ärzte, Elton John, Status Quo, Metallica, a-ha, Joe Cocker, Frank Zappa, Santana, Jethro Tull, Böhse Onkelz, Scorpions, Meat Loaf, Depeche Mode, AC/DC, Leonard Cohen, Johnny Cash, Motörhead, Billy Talent, Helene Fischer, André Rieu, James Last, Udo Jürgens, Falco, Sting, Tina Turner und Die Fantastischen Vier aufgetreten. In der Sendung Show-Express hatte die Gruppe ABBA ihren letzten Deutschland-Auftritt.
Aus der Saarlandhalle fanden zusammen mit Basel die häufigsten Übertragungen (12) der ZDF-Fernsehshow Wetten, dass..?, statt. Seit der Einführung eines neuen Bühnenbildes im Jahr 2001 war die Saarbrücker Halle jedoch zu klein und mit knapp 10 Metern Saalhöhe auch zu niedrig für die Produktion der Sendung. Die letzte Übertragung aus Saarbrücken fand am 20. März 1999 mit einem Auftritt von Michael Jackson als Talkgast statt.

## Verkehrsanbindung
Die Halle ist mit dem Auto über die A1, A 620, und A 623 zu erreichen. Saarbrücken ist mit der Bahn als ICE-Haltepunkt auf der Trasse Frankfurt/M-Mannheim-Paris zu erreichen. Vom Saarbrücker Hauptbahnhof ist die Halle mit dem Bus oder zu Fuß (mit viertelstündigem Fußweg) erreichbar.

## Diskussion um Neubau
Nach Ansicht der Gesellschafter entspricht die Halle in ihrem heutigen Erscheinungsbild und mit ihrem Fassungsvermögen nicht mehr den aktuellen Anforderungen. Daher planen die saarländische Landesregierung und die Stadt Saarbrücken den Abriss der Saarlandhalle und den Neubau einer Multifunktionshalle mit Platz für bis zu 8.500 Besucher. Für den neuen Standort waren einige alternative Örtlichkeiten in der Diskussion, von denen seit Anfang 2010 eine Bergehalde in der Nähe des Pfeifershofwegs im Stadtteil Rodenhof näher verfolgt wird. Eine weitere Idee lief auf einen Neubau in direkter Anbindung an die Congresshalle in der Saarbrücker Innenstadt hinaus. Bislang fehlt jedoch ein Finanzierungs- und Betreiberkonzept für den Neubau, der einem Gutachten zufolge bereits im Jahre 2008 etwa 40 Mio. Euro gekostet hätte – und heute entsprechend teurer wäre. Andere Stimmen in der öffentlichen Diskussion vertreten den Standpunkt, die Halle sei mit deutlich geringerem Kostenaufwand modernisier- und erweiterbar. Auch das Einzugsgebiet des Standortes Saarbrücken sei nicht von einer Größenordnung, die den kostenneutralen Betrieb der Halle erwarten lässt.
Januar 2020 sah Oberbürgermeister Uwe Conradt Handlungsbedarf, da die Saarlandhalle nur noch bis 2030 nutzbar sei. Ihm schwebe eine neue Halle für bis zu 10.000 Besucher vor.